# Порт-Ренфрю
Порт-Ренфрю (англ. Port Renfrew) — невключена територія на заході округу Кепітел у Британській Колумбії, Канада. Одна з найвологіших громад країни.

## Географія
Лежить на південному заході острова Ванкувер, на південному березі бухти Порт-Сан-Хуан у долині Сан-Хуан, зусібіч оточеній горами.

### Клімат
Поселення знаходиться у зоні, котра характеризується середземноморським кліматом. Найтепліший місяць — серпень із середньою температурою 15.6 °C (60 °F). Найхолодніший місяць — грудень, із середньою температурою 3.8 °С (38.8 °F).
| Клімат Порт-Ренфрю      | Клімат Порт-Ренфрю | Клімат Порт-Ренфрю | Клімат Порт-Ренфрю | Клімат Порт-Ренфрю | Клімат Порт-Ренфрю | Клімат Порт-Ренфрю | Клімат Порт-Ренфрю | Клімат Порт-Ренфрю | Клімат Порт-Ренфрю | Клімат Порт-Ренфрю | Клімат Порт-Ренфрю | Клімат Порт-Ренфрю | Клімат Порт-Ренфрю |
| Показник                | Січ.               | Лют.               | Бер.               | Квіт.              | Трав.              | Черв.              | Лип.               | Серп.              | Вер.               | Жовт.              | Лист.              | Груд.              | Рік                |
| Абсолютний максимум, °C | 19                 | 16,5               | 20                 | 24,5               | 27,5               | 31                 | 31,7               | 33,5               | 28,9               | 24                 | 17,2               | 15                 | 33,5               |
| Середній максимум, °C   | 6,3                | 7,5                | 9,7                | 12,3               | 15,2               | 17,4               | 19,4               | 20                 | 17,8               | 12,9               | 8,5                | 5,9                | 12,7               |
| Середня температура, °C | 4,1                | 4,6                | 6,2                | 8,4                | 11,1               | 13,4               | 15,3               | 15,6               | 13,4               | 9,6                | 6,1                | 3,8                | 9,3                |
| Середній мінімум, °C    | 1,8                | 1,6                | 2,7                | 4,3                | 6,9                | 9,4                | 11                 | 11,1               | 9                  | 6,3                | 3,7                | 1,6                | 5,8                |
| Абсолютний мінімум, °C  | −12,5              | −10,5              | −6,7               | −2,5               | 0                  | 1,7                | 5                  | 2,2                | −0,6               | −3,5               | −11,5              | −11,1              | −12,5              |
| Норма опадів, мм        | 555.7              | 376.6              | 362.3              | 258.7              | 154.7              | 107.9              | 50.5               | 82.4               | 123.9              | 371.2              | 579.7              | 481                | 3504.6             |
| Днів з опадами          | 21,5               | 19,4               | 21,9               | 18,8               | 16,1               | 14,2               | 9                  | 10,1               | 11,9               | 18                 | 22,6               | 22,5               | 206                |
| Днів з дощем            | 22,1               | 17,8               | 22                 | 19,3               | 16,7               | 13,9               | 9                  | 9,6                | 11,1               | 18,8               | 22,8               | 21,5               | 204,7              |
| Днів зі снігом          | 3,5                | 2,5                | 1,6                | 0,2                | 0                  | 0                  | 0                  | 0                  | 0                  | 0,1                | 0,9                | 2,8                | 11,7               |
| ----------------------- | ------------------ | ------------------ | ------------------ | ------------------ | ------------------ | ------------------ | ------------------ | ------------------ | ------------------ | ------------------ | ------------------ | ------------------ | ------------------ |
| Джерело: Weatherbase    |                    |                    |                    |                    |                    |                    |                    |                    |                    |                    |                    |                    |                    |